# ダリア・カサトキナ
ダリア・カサトキナ（Daria Kasatkina, ロシア語: Да́рья Серге́евна Каса́ткина, 1997年5月7日 - ）は、ロシア・トリヤッチ出身の女子プロテニス選手、YouTuber。これまでにWTAツアーでシングルス6勝、ダブルス1勝を挙げている。自己最高ランキングはシングルス8位、ダブルス43位。現時点、テニスの強豪国であるロシアのランキングNo.1選手である。身長170cm、右利き、バックハンド・ストロークは両手打ち。
本名はDariaだが、愛称のダーシャ（Dasha）が多く使われる。「カサキナ」の表記揺れも多い。カサトキナは多彩なプレーで知られている。比較的小柄な体型で、スピードと素早い思考で相手の意表を突くスタイルを好んでいる。

## 来歴
元アイスホッケー選手の父と陸上競技選手の母のもとに生まれ、兄の勧めにより6歳でテニスを始める。ジュニア時代は2010年のシンガポールユースオリンピックの女子ダブルスで金メダルを獲得。2014年全仏オープンジュニア女子シングルスで優勝している。
4大大会では2015年全米オープンでマリア・シャラポワの欠場によるラッキールーザーとして初出場し、1回戦でダリア・ガブリロワを 6-2, 4-6, 7-5 、2回戦でアナ・コニュを 6-4, 6-4 で破り3回戦まで進出した。10月のクレムリン・カップではシングルスでは予選から勝ち上がりベスト4に進出し、エレーナ・ベスニナと組んだダブルスでは決勝でイリーナ＝カメリア・ベグ&モニカ・ニクレスク組を 6–3, 6–7(7), [10–5]で破り初のWTAタイトルを獲得した。

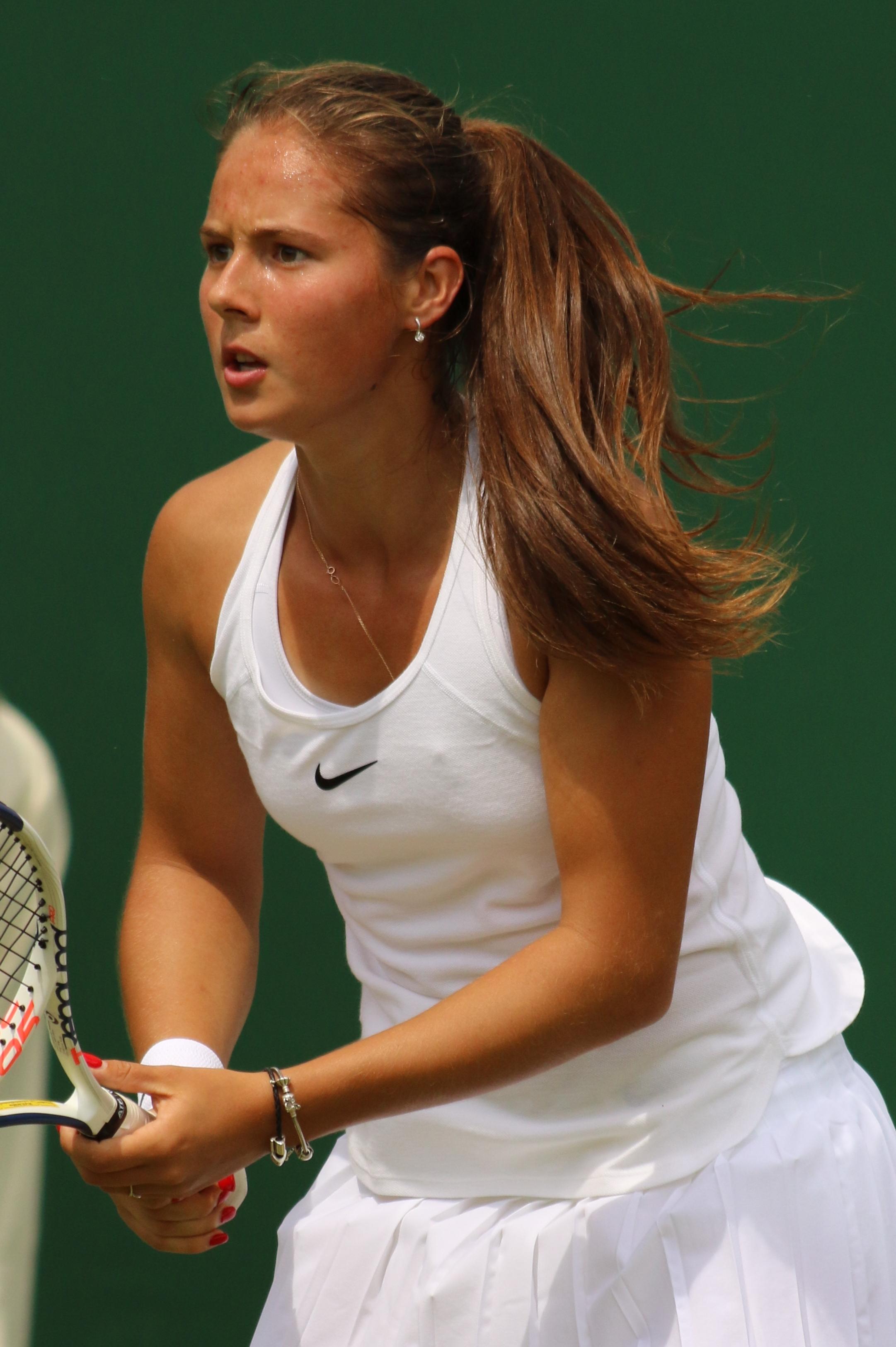
2016年、18歳でウィンブルドン選手権デビューを果たしたダリア・カサトキナ

2016年は開幕戦のASBクラシック1回戦でビーナス・ウィリアムズを 6-7(4), 6-3, 6-3 で破る殊勲を挙げた。全豪オープンは3回戦まで進出した。8月のリオ五輪で初めてのオリンピックに出場し、シングルス、ダブルスともにベスト8に進出している。
2017年4月のチャールストン・オープンの決勝でエレナ・オスタペンコを 6–3, 6–1 で破りシングルスツアー初優勝を果たした。全米オープンでは自己最高の4回戦に進出した。
2018年は全仏オープンとウィンブルドンでベスト8に進出した。2018年10月22日付のランキングで10位を記録しトップ10入りを果たしている。
2021年はWTAツアーにて4回決勝に進出し、その内サンクトペテルブルク・レディース・トロフィーとシリコンバレー・クラシックを含むふたつの大会を優勝した。
2022年は全仏オープンで初のグランドスラム準決勝に進出を果たした。しかし、大会の優勝者となったイガ・シフィオンテクに敗れ、ベスト4止まりの結果となった。
2023年も順調に好結果を積み重ね、グランドスラムでは全仏オープンと全米オープン共に4回戦まで進出した。全仏オープンでは2回戦でマルケタ・ボンドロウソバを相手に決めた股抜きショットが大会のベストショットとして注目を集めた。全米オープンの方では自己ベストの結果に届き、最終的に世界ランク1位のアリーナ・サバレンカに敗れた。

## プレースタイル
カサトキナは巧みなプレースタイルを持つベースラインプレーヤー。重いトップスピンのフォアハンド、片手打ちのスライス・バックハンド、キックサーブ、ドロップショット、股抜きショットなど多彩なショットを駆使する。テニスジャーナリストのスティーブ・ティグナーは、通常両手打ちのショットを使うにもかかわらず、自然に片手打ちのバックハンドを打つ彼女の能力を、元男子世界ランキング1位のアンディ・マレーと比較している。
2018年には「1分間に最も多くのトゥイーナー（股抜きショット）を打つ」というチャレンジに挑み、世界最高の18本を記録し、ギネス世界記録に公式に認定された。
元コーチであるフィリップ・デヘースは、彼女のスタイルを 「リズムの変化、スピードの変化、軌道の変化 」と表現している。威圧的なショットを打つよりも、戦術によって相手を裏をかくことに重きを置いている。しかし、パワフルなグラウンドストロークも打つことができる。そして予測力・動作性・敏捷性・フットワークでスピードある守備を武器にしたカウンターパンチャーでもある。。デヘースによると、彼女の鍵は相手のストライクゾーンにボールを打ち込まないことだという。大坂なおみのコーチであったウィム・フィセットからも「女子テニス界のロジャー・フェデラー」と呼ばれ、カサトキナのプレースタイルは多くの人から称賛されている。

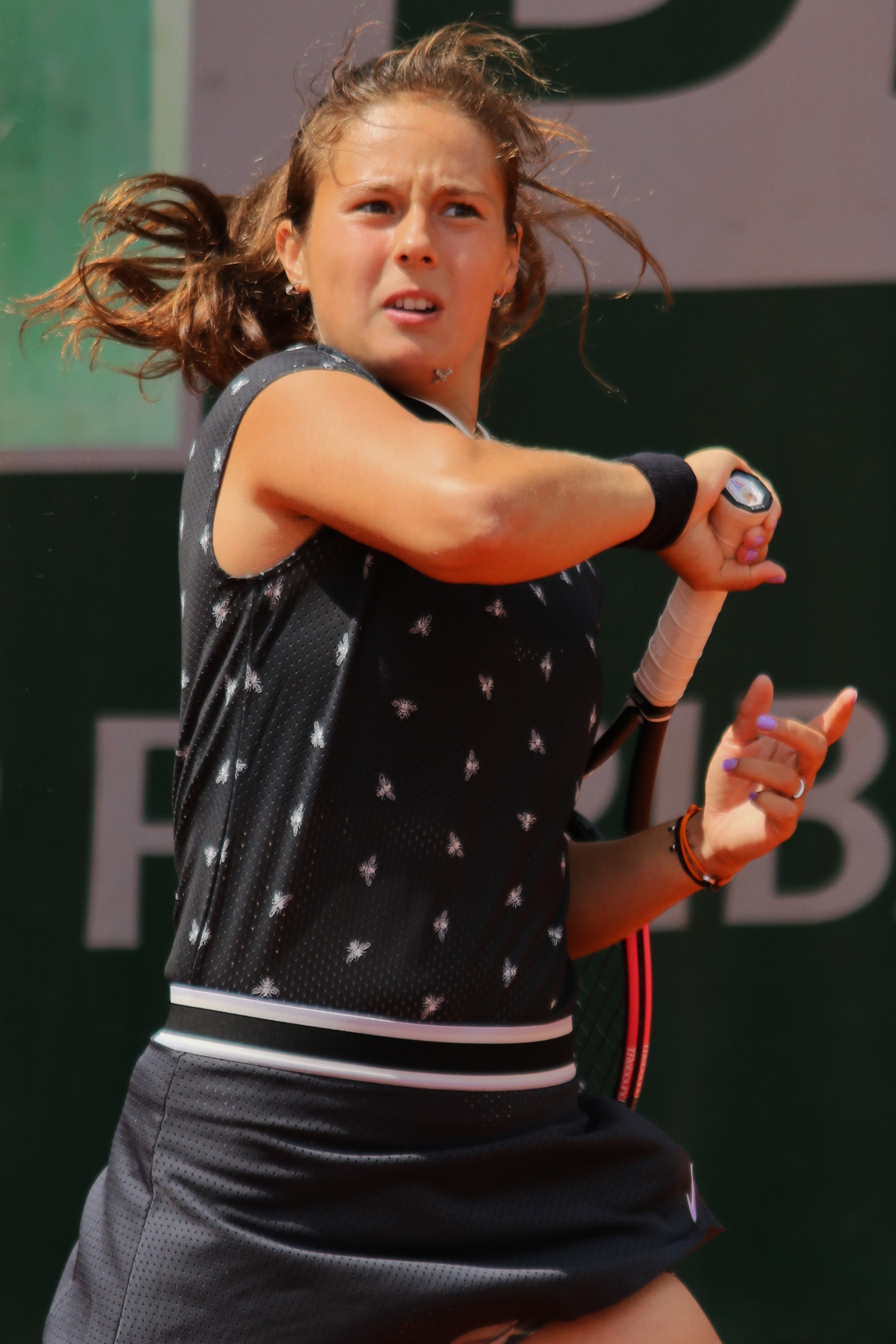
「女子テニス界のロジャー・フェデラー」とも呼ばれ、華麗なプレースタイルが高く評価されているダリア・カサトキナ

お気に入りのサーフェスはクレーコート。クレーコートの遅くイレギュラーが多く良く弾むコートを非常に得意としておりリターンにも強い。同じ女子トッププレーヤーのキャロライン・ウォズニアッキは彼女のクレーコート能力を高く評価しており、「とてもいい技術を持っているし、角度の取り方もいい。サーフェスが遅いほど、彼女にとってはいい。」と言っている。
そうは言っても、カサトキナはインディアンウェルズ・マスターズのような遅いハードコートの大会も得意としている。チャールストン・オープンでクレーコートのタイトルを獲得、クレムリン・カップでハードコートのタイトルを獲得、ウィンブルドンでは芝コートで準々決勝に進出するなど、WTAツアーの主要な3大サーフェス全てで好成績を残している。

## 人物

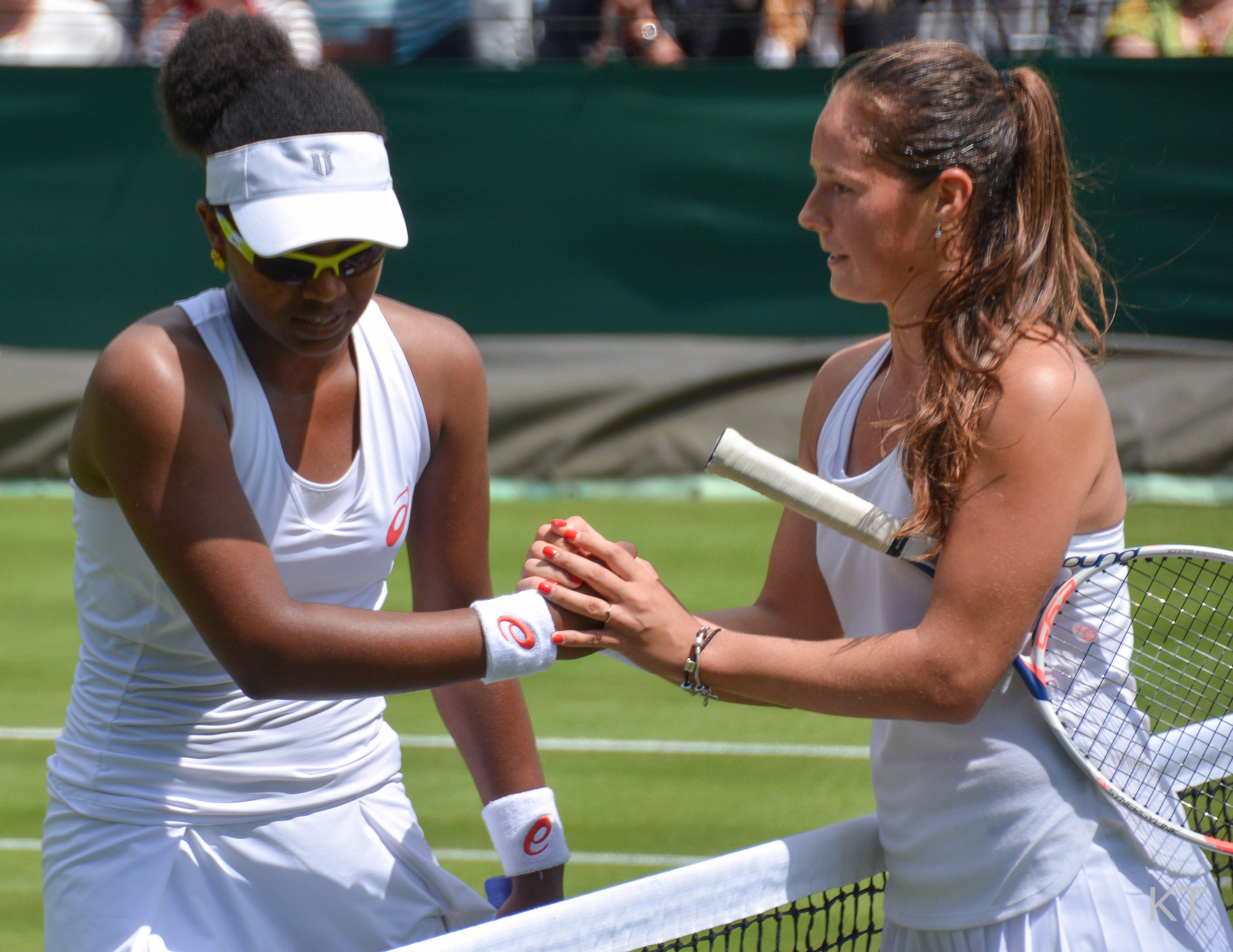
ウィンブルドンで対戦相手と試合後に握手を交わすカサトキナ

カサトキナはラファエル・ナダルの大ファンとしてよく知られ、8歳の頃からの憧れの存在である。それにより、プレースタイルも彼から影響を受けている。好きな女子プレイヤーにはペトラ・クビトバとマリア・シャラポワを挙げているが、サーブや動きの良さを理由に、女子より男子の試合を観戦する方を好む。また、サッカーをはじめとするスポーツ全般が好きで、FCバルセロナとリオネル・メッシのファンであることも公言している。
キャリアを通じて、ナイキ、テクニファイバー、インスタフォレックスとスポンサー契約を結んでいたが、2021年、成績不振を理由に、ナイキとの契約は打ち切られた。一方で、2021年8月から、アディダスとウェア、シューズ、アパレルのエンドースメント契約を締結している。
2021年の密着インタビューでバイセクシャルであることを思わせるコメントを残していた。2022年のドキュメンタリーで同性愛者であることをカミングアウトするとともに、2018年平昌オリンピック銀メダリストである女性フィギュアスケート選手ナタリア・ザビアコと交際関係にあることを公表した。カサトキナは「クローゼットの中で生きることは不可能だと感じた」と述べており、ロシア国内のLGBTQ+コミュニティに対する態度や権利の制限についても発言をし、話題となった。
この世でストレートであることほど生きやすい方法はありません。選べるのであれば誰だってゲイになんてなりたくないはず。何も好んで生きづらい道を選ぶことはないでしょ。特にロシアでは。今の状況からすると、公の場で手をつなげる日なんて来ません。だからといって、クローゼットの中でずっと隠れて暮らすなんて無理。実際にカミングアウトするまではそのことに囚われ続けてしまう。もちろん、どういうかたちでカミングアウトするか、どこまでを話すかは人それぞれだけど、自分が心地よく生きられることがいちばん大事です。—カサトキナが同性愛を告白、母国ロシアの姿勢も批判
さらに同インタビュー内で、母国ロシアのウクライナ侵攻を非難し、ロシアの侵略の停止を訴え、ウクライナ国民との連帯を示した。テニス界でも母国を批判した態度を見せたロシア人選手が数少ない中、最も率直に戦争を終わりを呼びかけたカサトキナの勇気と信念を貫く姿は世界的に多くの共感と称賛を受けている。
2023年より、パートナーのザビアコと共にYouTubeチャンネルを開設し、WTAツアーの裏側、各国で開催されるトーナメントのブイログ、他のプロテニス選手とのインタビューなど様々な内容の動画を公開している。

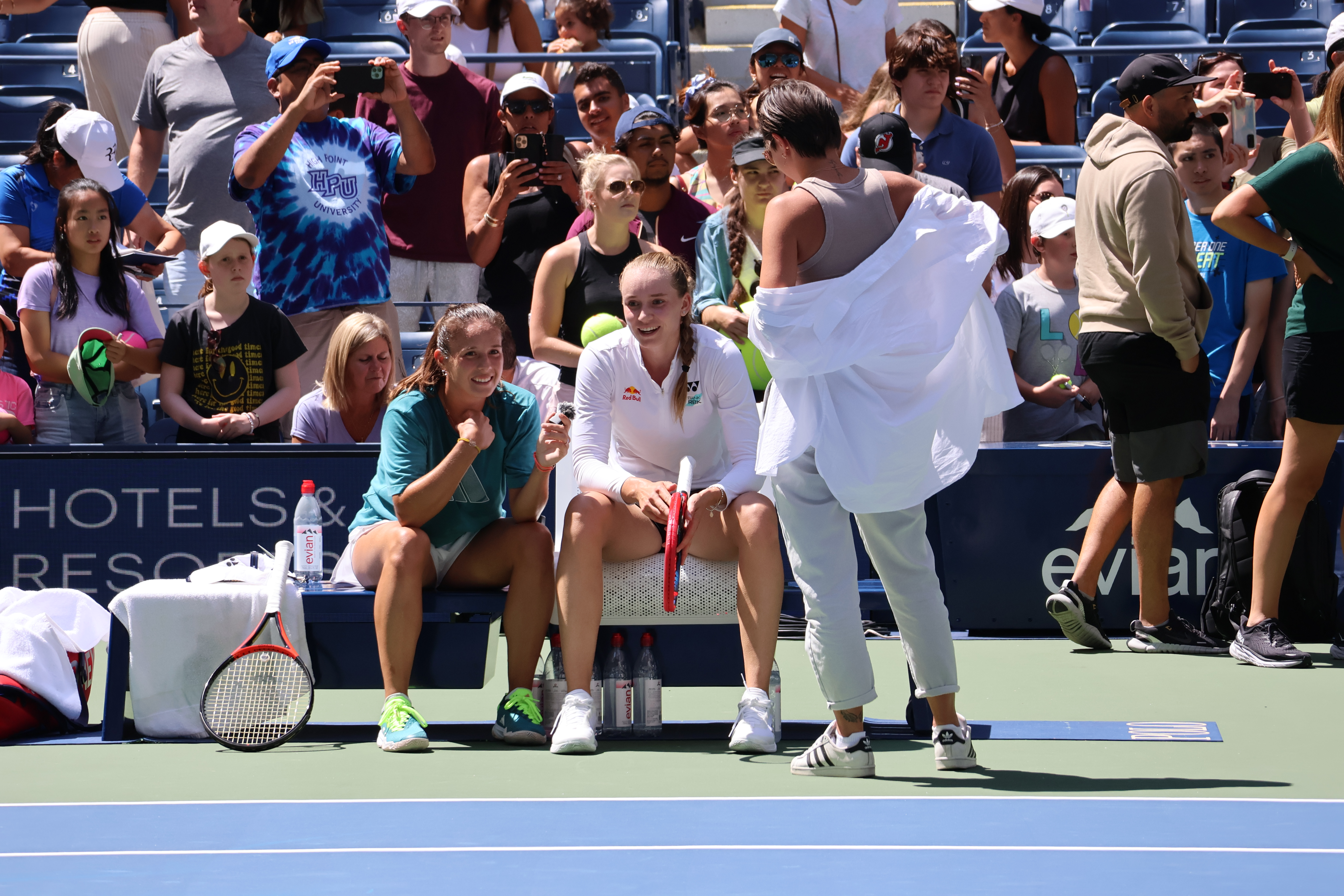
2023年全米オープンでエレーナ・リバキナのインタビューを行うカサトキナ

## WTAツアー決勝進出結果

### シングルス: 13回 (6勝7敗)
| 大会グレード                  |
| ----------------------------- |
| グランドスラム (0–0)          |
| WTAファイナルズ (0–0)         |
| プレミア・マンダトリー (0–1)  |
| プレミア5 (0-0)               |
| WTAエリート・トロフィー (0-0) |
| プレミア (2–2)                |
| インターナショナル (0–0)      |

| 結果   | No. | 決勝日         | 大会                 | サーフェス    | 対戦相手             | スコア           |
| ------ | --- | -------------- | -------------------- | ------------- | -------------------- | ---------------- |
| 優勝   | 1.  | 2017年4月9日   | チャールストン       | クレー        | エレナ・オスタペンコ | 6–3, 6–1         |
| 準優勝 | 1.  | 2017年10月21日 | モスクワ             | ハード (室内) | ユリア・ゲルゲス     | 1–6, 2–6         |
| 準優勝 | 2.  | 2018年2月24日  | ドバイ               | ハード        | エリナ・スビトリナ   | 4–6, 0–6         |
| 準優勝 | 3.  | 2018年3月18日  | インディアンウェルズ | ハード        | 大坂なおみ           | 3–6, 2–6         |
| 優勝   | 2.  | 2018年10月20日 | モスクワ             | ハード (室内) | オンス・ジャバー     | 2–6, 7–6(3), 6–4 |

### ダブルス: 3回 (1勝2敗)
| 結果   | No. | 決勝日         | 大会     | サーフェス    | パートナー         | 対戦相手                                                      | スコア              |
| ------ | --- | -------------- | -------- | ------------- | ------------------ | ------------------------------------------------------------- | ------------------- |
| 優勝   | 1.  | 2015年10月23日 | モスクワ | ハード (室内) | エレーナ・ベスニナ | イリーナ＝カメリア・ベグ モニカ・ニクレスク                   | 6–3, 6–7(7), [10–5] |
| 準優勝 | 1.  | 2016年10月22日 | モスクワ | ハード (室内) | ダリア・ガブリロワ | アンドレア・フラバーチコバ ルーシー・ハラデツカ               | 6–4, 0–6, [7–10]    |
| 準優勝 | 2.  | 2017年9月23日  | 東京     | ハード        | ダリア・ガブリロワ | アンドレヤ・クレパーチ マリア・ホセ・マルティネス・サンチェス | 3–6, 2–6            |

## 4大大会シングルス成績
略語の説明
| W | F | SF | QF | #R | RR | Q# | LQ | A | Z# | PO | G | S | B | NMS | P | NH |

W=優勝, F=準優勝, SF=ベスト4, QF=ベスト8, #R=#回戦敗退, RR=ラウンドロビン敗退, Q#=予選#回戦敗退, LQ=予選敗退, A=大会不参加, Z#=デビスカップ/BJKカップ地域ゾーン, PO=デビスカップ/BJKカッププレーオフ, G=オリンピック金メダル, S=オリンピック銀メダル, B=オリンピック銅メダル, NMS=マスターズシリーズから降格, P=開催延期, NH=開催なし.
| 大会           | 2015 | 2016 | 2017 | 2018 | 2019 | 2020 | 通算成績 |
| -------------- | ---- | ---- | ---- | ---- | ---- | ---- | -------- |
| 全豪オープン   | A    | 3R   | 1R   | 2R   | 1R   | 1R   | 3–5      |
| 全仏オープン   | A    | 3R   | 3R   | QF   | 2R   |      | 9–4      |
| ウィンブルドン | A    | 3R   | 2R   | QF   | 1R   |      | 7–4      |
| 全米オープン   | 3R   | 1R   | 4R   | 2R   | 1R   |      | 6–5      |